# G-Saviour
Pour plus de détails, voir Fiche technique et Distribution.
G-Saviour est un téléfilm japano-canadien de Graeme Campbell sorti en 2000, qui se déroule dans l’univers de la célèbre franchise japonaise Mobile Suit Gundam. Il est d’ailleurs à ce jour le dernier événement à prendre place dans l’Universal Century.

## Synopsis
U.C. 223. La Fédération s’est écroulée depuis longtemps et ses différentes nations qui la composaient ont retrouvé leur indépendance, notamment les colonies spatiales qui ont justement effacé fièrement ce statut de colonie pour devenir des entités à part entière. Deux pouvoirs ont émergé de cette nouvelle organisation géopolitique : le Congress of Settlement Nations (CONSENT), alliance impérialiste qui incorpore largement l’ancienne Fédération et les colonies Sides 2, 3, 5, 6, 7, et la Settlement Freedom League regroupant le reste. Las, le CONSENT souffrant d’une grave crise alimentaire, il décide de s’emparer par la force ou de détruire les technologies plus avancées détenues par la nation neutre Side 8. Mark Curran, un ancien pilote de mobile suit, rejoint alors un groupe de résistants, les Illuminatis, pour contrer CONSENT.

## Production
Les acteurs de G-Saviour sont principalement canadiens, et la version japonaise a donc nécessité un doublage. Achevé en 2000, il devait marquer avec l’anime Turn A Gundam les vingt ans de la franchise. Le créateur original de cette dernière, Yoshiyuki Tomino, n’a pas participé à la réalisation du film, l’ayant même désavoué lors du Anime Expo New York de 2002. Malgré cela, G-Saviour reste à l’heure actuelle la seconde et dernière production en prise de vue réelle de la saga Gundam (après les cinématiques du jeu Gundam 0079: The War For Earth paru en 1997). C’est aussi la première fois que le mot Gundam n’est pas présent dans le titre.
Enfin, l’histoire se déroulant en l’an 223 de l’Universal Century, c’est le dernier événement connu de ce calendrier (la plupart des autres productions récentes se concentrent sur la guerre d’indépendance de Zeon ou les univers alternatifs).

## Accueil
Comme G-Saviour n’est pas paru au cinéma et que son sujet est peu accessible, il n’est connu que parmi les adeptes de Gundam. Ces derniers ont toutefois plutôt mal accueilli le film, à cause de la trop grande différence avec les autres séries de la franchise, du manque de profondeur des personnages et de la pauvreté de la réalisation. De plus, la technologie semble y avoir fait un retour en arrière, les mechas (le cœur de Gundam) étant plus que primitifs, et n’apparaissant finalement que très peu à l’écran. Leur lenteur est aussi souvent critiquée, même si le but était en fait de rendre un effet plus réaliste. Seul point positif, le design des mobiles suits a plutôt été bien accueilli et les maquettes en plastique (Gunpla) qui en ont été tirées se sont révélés un peu plus populaires.

## Fiche technique
- Réalisation : Graeme Campbell
- Scénario : Mark Amato et Stephanie Pena-Sy
- Production : Catarina Conti, Chris Dobbs, Kôichi Inoue, Mimi Maynard
- Photographie : Joel Ransom
- Montage : Rick Martin
- Décors : Richard Hudolin
- Costumes : Antonia Bardon
- Distribution : Bandai Entertainment
- Musique : John Debney et Louis Febre
- Pays :  Japon -  Canada
- Langue : anglais

## Distribution
- Brennan Elliott : Mark Curran
- Enuka Okuma : Cynthia Graves
- David Lovgren : Lieutenant Colonel Jack Halle
- Blu Mankuma : Councillor Graves
- Catarina Conti : Mimi Devere
- Kenneth Welsh : General Garneaux
- Brendan Beiser : Simmons
- Marlowe Dawn : Dagget
- Taayla Markell : Kobi
- Alfonso Quijada : Franz Dieter
- Peter Williams : Lieutenant Tim Holloway
- Hrothgar Mathews : Philippe San Simeone
- Fred Henderson : Président Hawke
- Naamua Delaney : Stephanie Whitman
- Christopher Shyer : Barkee

## Produits dérivés

### Jeu vidéo
En 2000, un jeu vidéo a été réalisé pour la PlayStation 2 dans le cadre de la promotion du film au Japon. Son scénario se déroule plus tard, quand un général de CONSENT, Bais, découvre une puissante technologie pouvant démultiplier la force militaire de sa nation. Il revient donc au héros Reed Fox, pilote des Illuminatis, de contrecarrer ce projet. À la différence du film, le jeu met en scène bien plus de mobile suits et leur confère une meilleure fluidité.

### Bande originale
| 1.  | G-Saviour Theme             | Ikihiro                    | 2:37  |
| 2.  | Main Theme                  | John Debney et Louis Febre | 3:50  |
| 3.  | Rescue                      | John Debney et Louis Febre | 5:35  |
| 4.  | Invader                     | John Debney et Louis Febre | 4:56  |
| 5.  | Bio-Luminescence            | John Debney et Louis Febre | 5:23  |
| 6.  | Flight                      | John Debney et Louis Febre | 3:11  |
| 7.  | Escape                      | John Debney et Louis Febre | 4:29  |
| 8.  | Illuminati                  | John Debney et Louis Febre | 3:11  |
| 9.  | G-Saviour                   | John Debney et Louis Febre | 1:10  |
| 10. | Wounded Heart               | John Debney et Louis Febre | 6:17  |
| 11. | Romance                     | John Debney et Louis Febre | 1:27  |
| 12. | Misfire                     | John Debney et Louis Febre | 2:54  |
| 13. | MS Battle                   | John Debney et Louis Febre | 6:36  |
| 14. | G-Saviour Advance           | John Debney et Louis Febre | 10:57 |
| 15. | Declaration of Independence | John Debney et Louis Febre | 2:33  |
| 16. | To Earth                    | John Debney et Louis Febre | 1:57  |
| 17. | New History                 | John Debney et Louis Febre | 3:06  |
| 18. | Orb                         | Emily                      | 4:25  |

### Roman
Un roman en deux volumes inspirés du film a été publié au Japon par Yoshie Kawahara en 2000 et 2001, chez l'éditeur Shueisha.